# Podosilis robusticornis
Podosilis robusticornis là một loài bọ cánh cứng trong họ Cantharidae. Loài này được Pic miêu tả khoa học năm 1907.